# Ekachi Epilka
Ekachi Epilka Inc. (株式会社エカチエピルカ Kabushiki-gaisha Ekachi Epiruka?) es un estudio de animación japonés con sede en Hokkaidō que se fundó en marzo de 2017.

## Trabajos

### Series de televisión
| Título                                                | Director (es)   | Fecha de primera transmisión | Fecha de última transmisión | Eps | Nota (s)                                                | Ref (s) |
| ----------------------------------------------------- | --------------- | ---------------------------- | --------------------------- | --- | ------------------------------------------------------- | ------- |
| Fumikiri Jikan                                        | Yoshio Suzuki   | 9 de abril de 2018           | 25 de junio de 2018         | 12  | Basado en un manga escrito por Yoshimi Sato.            | [ 2 ]   |
| Maō-sama, Retry!                                      | Hiroshi Kimura  | 4 de julio de 2019           | 19 de septiembre de 2019    | 12  | Basado en una novela ligera escrita por Kurone Kanzaki. | [ 3 ]   |
| 180-Byō de Kimi no Mimi wo Shiawase ni Dekiru ka?     | Yoshinobu Kasai | 15 de octubre de 2021        | 31 de diciembre de 2021     | 12  | Trabajo original. Coanimado con Indivision.             | [ 4 ]   |
| Aru Asa Dummy Head Mike ni Natteita Ore-kun no Jinsei | Yoshinobu Kasai | 13 de octubre de 2022        | TBA                         | TBA | Trabajo original. Coanimado con Indivision.             | [ 5 ]   |